# 阿斯塔那古墓群
42°52′51″N 89°31′37″E / 42.880957°N 89.526891°E
阿斯塔那古墓群位于中国新疆维吾尔自治区吐鲁番市高昌区阿斯塔那乡（三堡乡）、哈拉和卓乡（二堡乡）之间，大约在吐鲁番市区东南方向37公里处，为晋至唐时代的墓葬群。墓葬按家族种姓分区埋葬，以天然砾石为界，区域分明。阿斯塔那古墓群的墓葬形制是以一个家族的习俗来营造自己的墓地。在墓区处处可见井然有序、界线分明的一个个茔院。鼓区内是一个父系大家族的墓园，按照祖、父、子、孙辈份大小，依次进行排列，非常正规。墓葬皆为土洞墓，墓室中大多是居住在当地汉族人，少数为兄弟民族，此处以姓氏为家族的墓葬结构，同河西走廊以至中原墓葬有许多相似之处。阿斯塔那古墓位于吐鲁番市东南约40公里。阿斯塔那墓形制为斜坡墓道洞室墓。由于当地干燥的气候，该处墓葬群中得以保存了大量的随葬器物，甚至包括食物，墓主人遗体和纸本文书，被称为“地下博物馆”。

## 简介
阿斯塔那古墓群是西晋至唐代高昌城居民的公共墓地，共有墓葬500余座，总面积达10平方公里。由于吐鲁番少降水，强蒸发的气候条件，导致该古墓群大量的古尸得以风干保存。除此之外，墓中还有许多纸本文书画作，历经千年而不腐烂，被考古学家视为珍宝。这些重要的文书为了解唐代吐鲁番地区与中原地区的交流的历史打开了一扇窗户。多数墓中都发现随葬有伏羲女娲图，这作为一种当地流行的葬俗，反映了中原文化对边疆地区的影响。

## 发掘历史

### 早期西方探险家的发现
发掘阿斯塔那古墓的历史最早可以追溯到俄国人克列门兹1897~1898年间对新疆的考察。在其之后，西方的探险家纷至沓来，盗走了古墓中的大量文书、随葬器物以及干尸。这些最初的探险家包括俄国人克兹洛夫(探险年份，下同-1906~07)、奥登堡(1909~10)，英国的斯坦因(1907，1914，1915)，法国的伯希和(1908)，德国的格伦韦德尔(1902~1903、1905)、勒柯克(1905，1913)，日本的大谷光瑞(1902)、橘瑞超(1908~09)等。

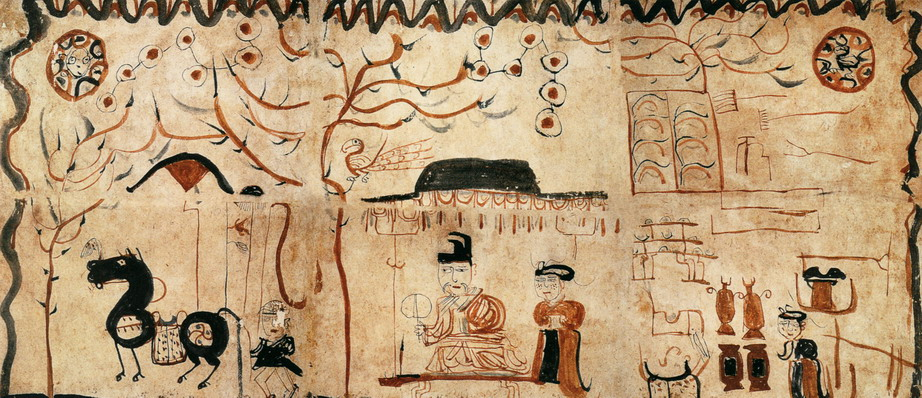
《墓主人生活图》，纸本设色，1964年出土于阿斯塔那东晋墓，新疆维吾尔自治区博物馆藏

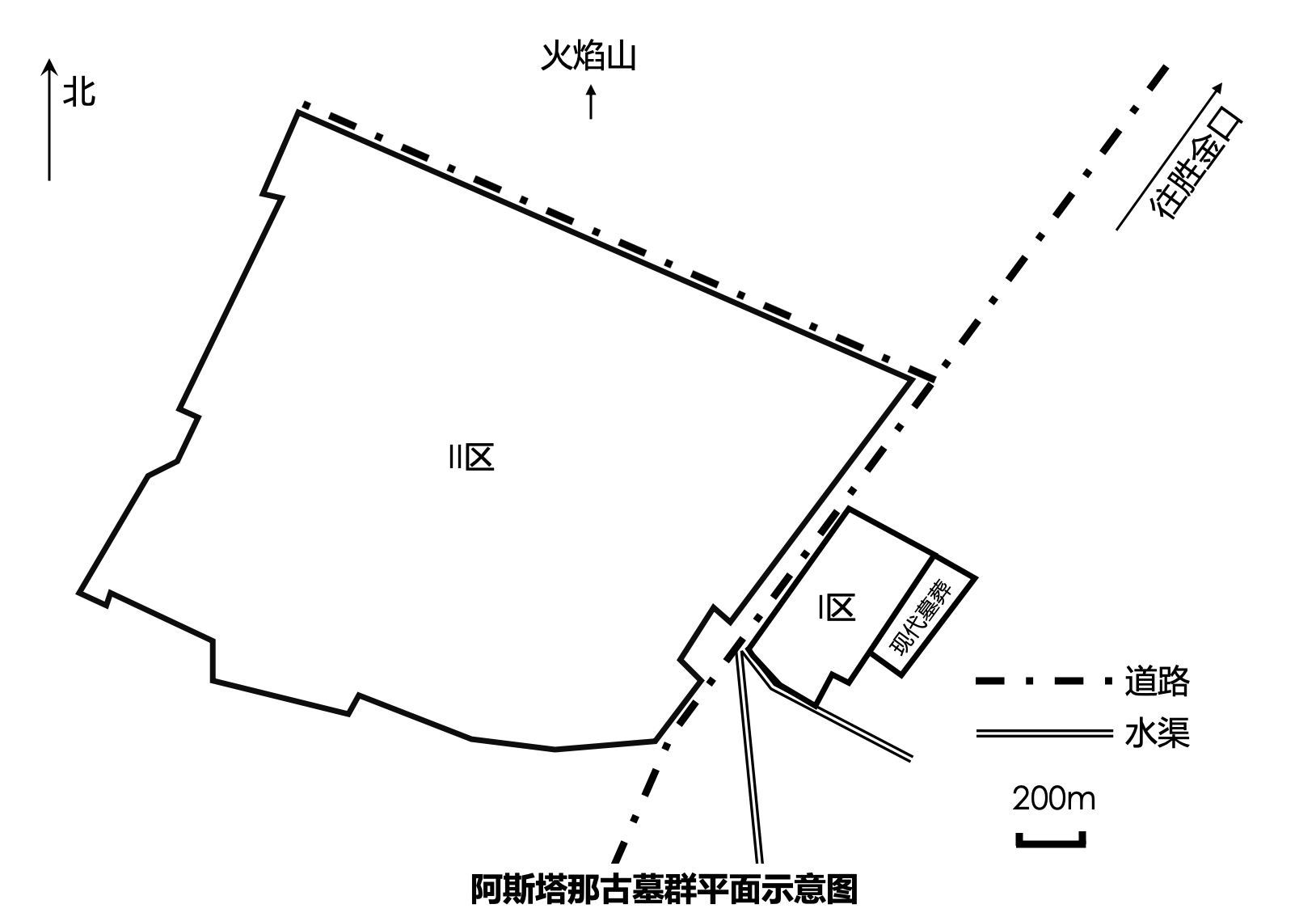
阿斯塔那古墓群平面示意图

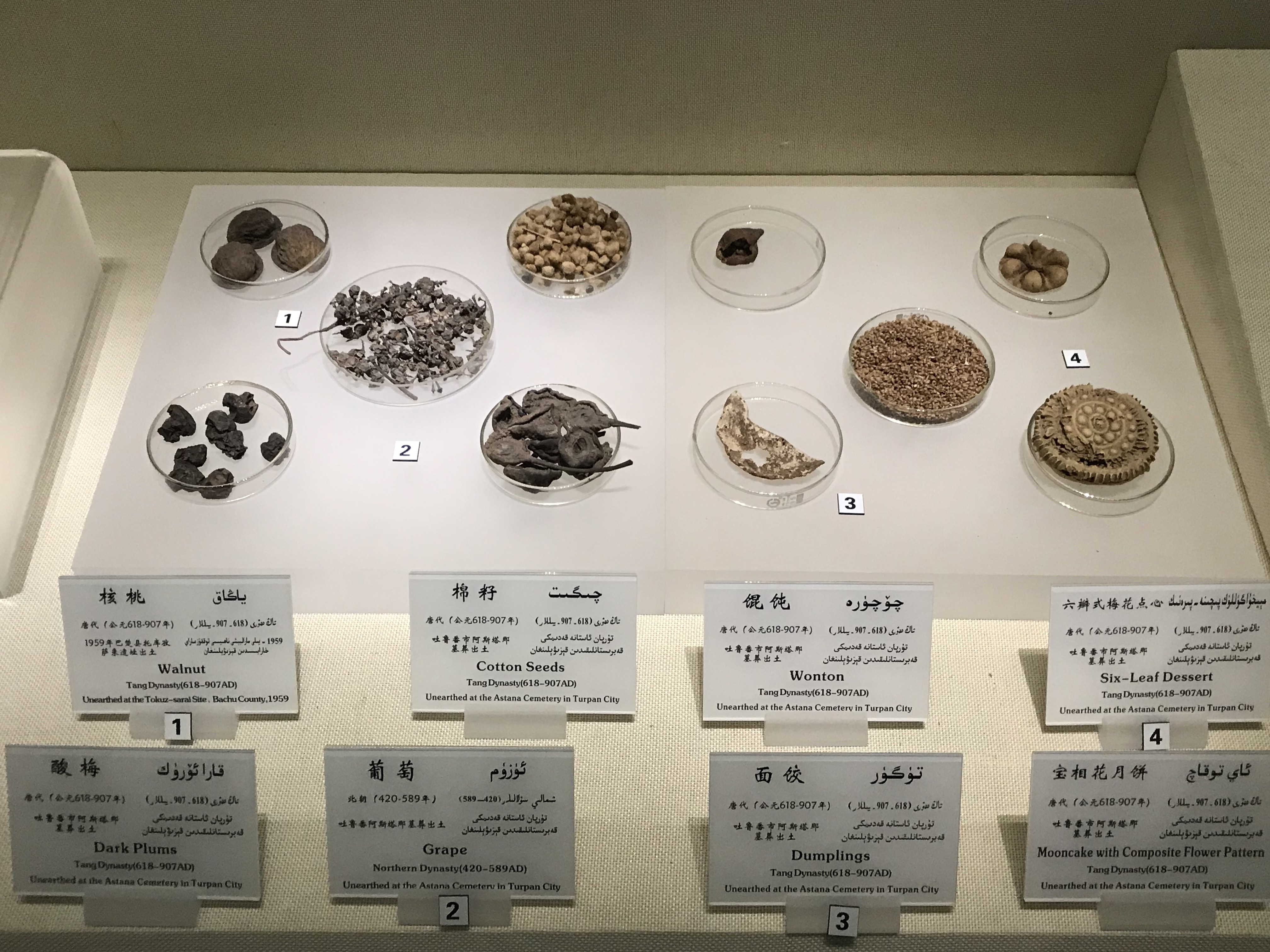
出土于阿斯塔纳古墓的葡萄、酸梅、饺子、月饼等，现藏于新疆维吾尔自治区博物馆

克列门兹和奥登堡所采集的文物现藏于俄罗斯科学院东方学研究所。日本大谷探险队的所得如今散落在旅顺博物馆，东京国立博物馆，韩国首尔的国立中央博物馆，龙古大学的大宫图书馆等。

### 中国考古工作者的发掘[9]
新疆自治区博物馆在1959年到1973年对阿斯塔纳古墓群及周边的哈拉和卓古墓群进行了13次考古发掘工作，共发掘456座墓葬，其中205座都出土了古代文书(或残片)。出现在墓葬中的这些文书大多是被做成了各类随葬品，比如纸鞋，冠带，枕衾等。还有不少的古代纸张以文书形式直接随葬，如衣物疏、地券、功德录、告身及契约等。

#### 1959年的发掘[1]
本次发掘由新疆博物馆东疆文物工作组完成，历时半月，共发掘了6座墓葬。编号为59TAM301-306。6座墓葬中出土有墓志、绢画、文书写纸、剪纸等物件。

#### 1960年的发掘[9]
以吴震先生为领队的自治区博物馆考古队对阿斯塔那古墓群进行两次发掘。第一次时间为4-10月，发掘墓葬30座，编号60TAM307-336。第二次时间为11月，清理4座墓葬，编号为60TAM337-60TAM340。

#### 1963-1965年的挖掘[10]
在阿斯塔那古墓群发掘了42座墓葬，发现有文书写纸和丝织物。编号为63TAM1-63TAM3、64TAM4-64TAM37、65TAM38-65TAM42。

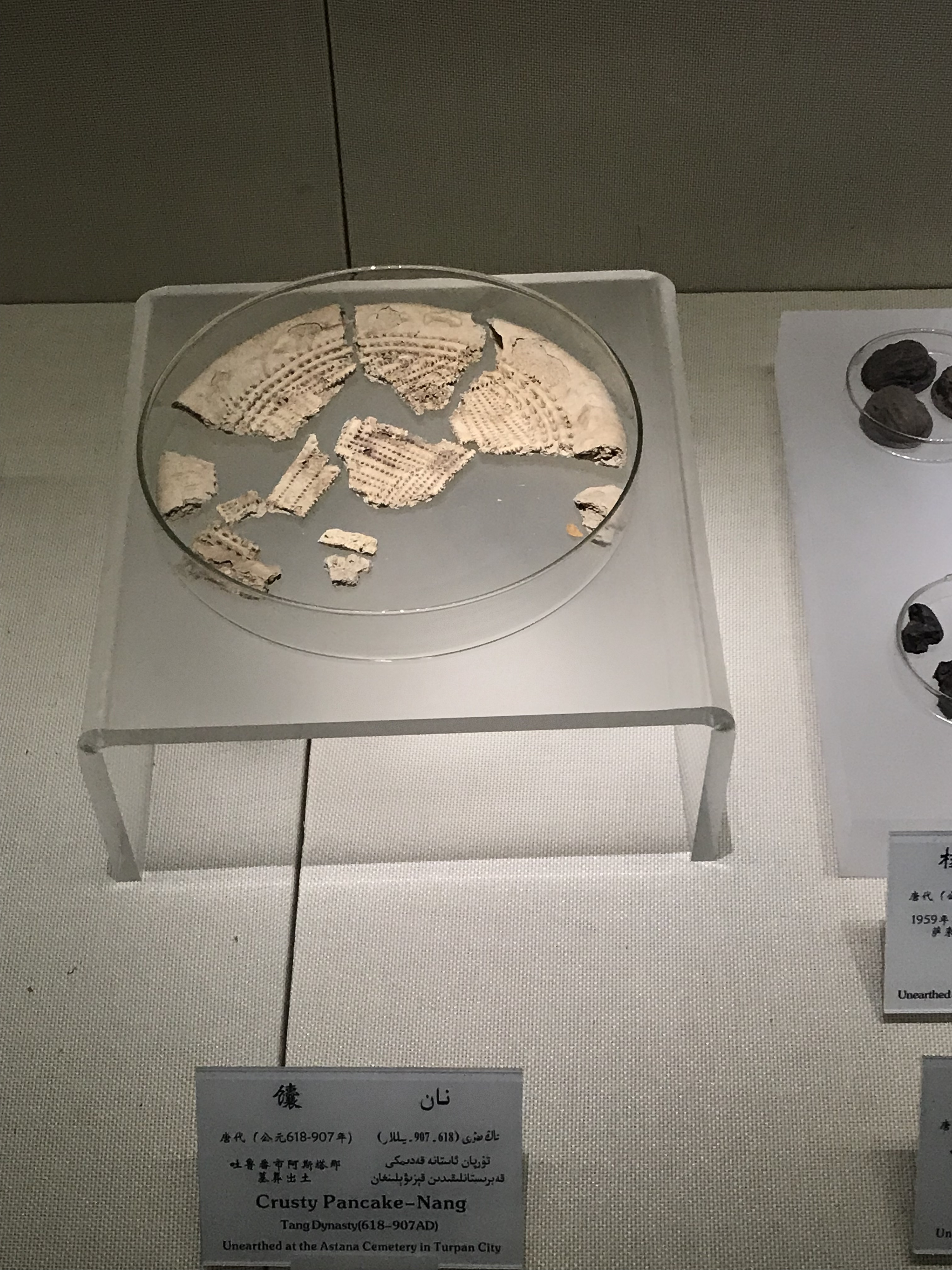
吐鲁番阿斯塔那墓地中出土的馕，现存新疆维吾尔自治区博物馆

#### 1966-1969年的发掘
新疆自治区博物馆共进行了共四次发掘活动，编号为TAM43-147。
此外，1966年，吐鲁番文管所发掘了66TAM360号墓。1967年，新疆自治区博物馆抢救性发掘了67TAM363号墓，位于阿斯塔纳东南段砖窑附近。

#### 1972-1973年的发掘
属于收尾清理性的发掘，出土了大量文书、丝绸、线、大麻、棉花、羊毛、卷画、壁画、彩塑、陶瓷、木制品、铁制品，少量漆器、坚果以及面粉制作的糕点。
具体发掘的墓葬编号如下：
1972年末至1973年，新疆博物馆和吐鲁番文物保管所联合考古工作队，在阿斯塔纳古墓群东南段，清理了麴式高昌豪门张氏家族茔墓区及其附近的墓葬，共计63座，编号为72TAM148-157、TAM159-165、TAM167-171、TAM173-190、TAM194、TAM195、TAM200-TAM205、TAM209、TAM215-218、TAM223、TAM225-231、TAM233、TAM234。其中TAM177号墓为北凉沮渠封戴墓，墓表现存新疆博物馆。
1973年春，新疆博物馆考古队在张氏家族茔墓区发掘墓葬20座，编号为 73TAM116、TAM191-193、TAM196-199、TAM207、TAM208、TAM211-214、TAM221、TAM222、TAM232、TAM236-238。
1973年9月21日至11月18日，新疆博物馆与西北大学历史系考古专业共同组织考古发掘堆，发掘墓葬38座。其中TAM113-115，206，210，226为过去已编号未发掘的，新编号并发掘的为TAM501-532。

#### 1975年的发掘
新疆博物馆考古队在哈拉和卓发掘了51座古墓(75TKM55-105)，出土了近500件文物，主要是张氏，贾氏和宋氏的家族墓葬。考古作业中，由于墓顶严重塌方，11座墓葬无法清理。实际发掘的40座墓葬中，11座属于十六国时期；16座属于麴氏高昌时期；13座属于唐朝西州时期。

#### 1979年-1986年的发掘
这期间的发掘工作主要是抢救性发掘，由吐鲁番地区文管所完成。
1979年，发掘79TAM382、383共2座；85年12月中旬在哈拉和卓抢救性发掘一座竖穴木棺墓，编号为85TKM384；1986年9-10月，在阿斯塔那棉花加工厂抢救性发掘墓葬8座，编号86TAM384-391。
1984年12月，吐鲁番地区文管所抢救性发掘了唐北庭副都护高耀墓(84TKM383)。墓中出土高耀墓志记载其于建中三年(782年)迁葬于高昌，这是阿斯塔那古墓群目前所知最晚的一座墓葬。

#### 2004年的发掘[14][15]

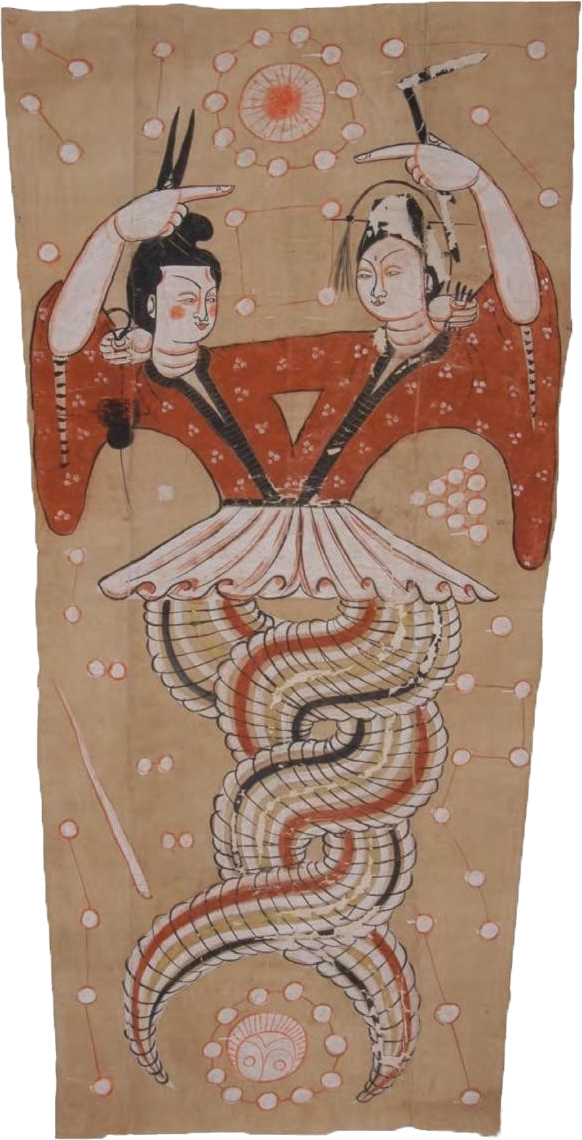
伏羲女娲图

2004年3月，吐鲁番地区文物局对阿斯塔那南边9座被水淹塌的墓葬进行抢救性清理，编号为2004TAM392-400；5月，在棉花厂后院高粱地里抢救清理7座被水泡塌的墓葬，编号2004TAM401-407；6-7月，对一被盗、一坍塌的墓葬进行清理，编号2004TAM408、2004TAM409。

#### 2006年及之后的发掘[16]
2006年4月14日至5月25日新疆自治区博物馆考古部与吐鲁番地区文物局发掘5座墓葬，编号2006TAM601-2006TAM605；2006年9月，吐鲁番学研究院与新疆维吾尔自治区博物馆对阿斯塔那西区两座被盗墓葬进行清理，编号2006TAM606、2006TAM607。
2009年年初，当地居民在阿斯塔那一区以东现代墓地挖墓道时发现一座古墓葬。吐鲁番学研究院对这座墓葬进行清理，编号2009TAM410。
2014年7月，吐鲁番学研究院考古研究所在阿斯塔那二区以南100米处，抢救性发掘编号2014TAM411号墓。由于墓葬曾遭受盗掘，该墓共出土陶器17件，未发现其他随葬品。

## 代表性考古发现

### 伏羲女娲图
伏羲女娲图是阿斯塔纳古墓代表性的陪葬品，在中国国家博物馆，新疆维吾尔自治区博物馆，吐鲁番博物馆中都有收藏展出。它描绘的是伏羲女娲相拥交媾的景象，表现了中国古代神话传说中的人类始祖的形象，可以算是东方的亚当夏娃的传说。在图中，伏羲女娲上身相拥，以红彩勾勒或涂绘衣服，衣袖飞扬，伏羲手持矩，女娲手持规，代表天地方圆，下身蛇尾相交，尾部粗长内勾，蛇尾以红、黑线勾边点线，内涂白彩。画幅上下以墨线勾绘日月星辰，象征整个天体在宇宙中不断运行。
伏羲女娲的形象在莫高窟285窟西魏时期的壁画上亦有出现。

### 千年不腐的饺子和馕
有机物尤其是食物在墓葬中往往难以保存。但由于吐鲁番干旱的气候环境，墓葬中出土了极为罕见的面点食物，种类有饺子、馕、糕点等。

### “东方木乃伊”
与埃及著名的木乃伊不同，吐鲁番的干尸未采用任何人工防腐手段，属于自然干尸，是埋藏环境干燥导致尸体脱水而自然形成。由于该地区出土干尸众多，在吐鲁番博物馆中，还设置有有著名的干尸陈列展厅。

## 引用文献
1. 1 2  新疆维吾尔自治区博物馆. . 文物. 1960  [2020-04-23]. （原始内容存档于2019-05-04） （中文）.
2. ↑  . m.siluchina.com.cn.   [2020-04-23]. （原始内容存档于2020-12-12）.
3. 1 2 3  国家文物局古文献研究室; 新疆維吾爾自治區博物馆; 武汉大学历史系. . . 北京: 文物出版社 : 經銷新華書店. 1992  [2022-07-28]. ISBN 978-7-5010-0601-4. OCLC 29587076. （原始内容存档于2022-06-17） （中文）.
4. 1 2 3 4 5 6 7  . idp.bl.uk.   [2020-04-23] （英语）.
5. 1 2  小田义久[著]. 王珍仁[译]. . 新疆文物. 2000,. 116-123 (1-2)  [2020-04-24]. （原始内容存档于2020-12-12）.
6. ↑  . www.people.com.cn.   [2020-04-23]. （原始内容存档于2014-07-10）.
7. ↑  Ohata, Takumi. . guides.nccjapan.org.   [2020-04-24]. （原始内容存档于2020-08-03） （英语）.
8. ↑  . www.afc.ryukoku.ac.jp.   [2020-04-24]. （原始内容存档于2020-09-02）.
9. 1 2  . www.cnki.com.cn.   [2020-04-24]. （原始内容存档于2022-06-19）.
10. ↑  . www.cnki.com.cn.   [2020-04-24]. （原始内容存档于2019-05-05）.
11. ↑  -. . 中国书法. 2019, (16)  [2020-04-24]. （原始内容存档于2020-12-12）.
12. ↑  穆舜英. . 文物. 1978, (6): 1-14.
13. ↑  柳洪亮. . 新疆社会科学. 1985, (4): 60-68  [2020-04-25]. （原始内容存档于2020-12-12）.
14. ↑  吐鲁番学研究院. . 文物. 2014, (7)  [2020-04-24]. doi:10.13619/j.cnki.cn11-1532/k.2014.07.003. （原始内容存档于2022-07-01）.
15. ↑  李肖. 张永兵. . 考古. 2006, (12)  [2020-04-24]. （原始内容存档于2019-05-09）.
16. ↑  鲁礼鹏. 玉素甫  马金娥  阿丽娅  祖鲁皮亚  蒙力克  王博. . 考古与文物. 2016, (5)  [2020-04-24]. （原始内容存档于2019-05-07）.
17. ↑  肖国强. . 吐鲁番学研究. 2014, (2): 1-4.
18. ↑  . www.cnki.com.cn.   [2020-04-24]. （原始内容存档于2019-05-09）.